# Lasioglossum viridellum
Lasioglossum viridellum är en biart som först beskrevs av Cockerell 1931.  Lasioglossum viridellum ingår i släktet smalbin, och familjen vägbin. Inga underarter finns listade i Catalogue of Life.